# Butch Beard
Alfred "Butch" Beard Jr. (Hardinsburg, Kentucky, 5 de mayo de 1947) es un exjugador y exentrenador de baloncesto estadounidense que disputó 9 temporadas en la NBA como jugador y otras dos como entrenador de los New Jersey Nets. Con 1,91 metros de altura, jugaba en la posición de base. Fue una vez All-Star, en 1972.

## Trayectoria deportiva

### Universidad
Jugó durante cuatro temporadas con los Cardinals de la Universidad de Louisville en las que promedió 19,0 puntos y 6,3 rebotes por partido. Fue incluido en sus tres últimas temporadas en el mejor quinteto de la Missouri Valley Conference, y en su temporada sénior, elegido en el tercer equipo All-American.

### Profesional
Fue elegido en la décima posición del 1969 por Atlanta Hawks, donde en su primera y única temporada promedió 7,0 puntos, 1,9 asistencias y 1,7 rebotes por partido. Al año siguiente se quedó sin equipo, regresando en la temporada 1971-72 fichando por Cleveland Cavaliers. Su retorno no pudo ser más afortunado, ya que acabó el año con unos promedios de 15,4 puntos y 6,7 asistencias, lo que le valió para ser elegido para disputar el All-Star Game, en el que anotó 3 puntos en 7 minutos de juego.
Sin embargo, al año siguiente fue traspasado a Seattle Supersonics, donde no contó con la confianza del entrenador, y ejerció como suplente de Fred Brown. En la temporada 1973-74 es traspasado nuevamente, esta vez a Golden State Warriors, donde volvió a contar con minutos de juego, y con los que se proclamó campeón de la NBA en 1975.
Tras un breve paso por Cleveland Cavaliers, donde jugó 15 partidos, fichó por New York Knicks, donde asumió el rol de base suplente, dando minutos de descanso a Walt Frazier o a Earl Monroe. Allí jugó durante 4 temporadas, para retirarse, con 31 años, al finalizar la temporada 1978-79. En el total de su trayectoria profesional promedió 9,3 puntos, 3,6 asistencias y 3,4 rebotes por partido.

### Entrenador
En 1979 acepta el puesto de entrenador asistente de los New York Knicks, que ocuparía durante tres temporadas. Entre 1988 y 1990 asume las mismas competencias con los New Jersey Nets, puesto que deja vacante para irse a entrenar a la Universidad Howard, donde permanece 4 años, y en los cuales gana un título de conferencia y lleva al equipo a la Fase Final de la NCAA.
Deja la universidad en 1994 para hacerse cargo del banquillo como entrenador principal de los New Jersey Nets, sustituyendo en el puesto a Chuck Daly. Allí completa dos temporadas, con un balance de 60 victorias y 102 derrotas, sin lograr clasificar a su equipo para los Playoffs de la NBA.
En 1996 vuelve a ejercer como asistente, esta vez de los Dallas Mavericks, donde permanece dos temporadas, para desempeñar el mismo puesto en Washington Wizards en la temporada 1999-00. En 2001 regresa a los banquillos universitarios, haciéndose cargo del equipo de la Universidad Morgan State, cargo que desempeña hasta 2006.

#### Estadísticas como entrenador
| Equipo     | Año     | Liga Regular | Liga Regular | Liga Regular | Liga Regular | Liga Regular                | Playoffs | Playoffs | Playoffs    | Playoffs  |
| Equipo     | Año     | Partidos     | Ganados      | Perdidos     | % victorias  | Clasificado                 | Ganados  | Perdidos | % victorias | Resultado |
| ---------- | ------- | ------------ | ------------ | ------------ | ------------ | --------------------------- | -------- | -------- | ----------- | --------- |
| New Jersey | 1994-95 | 82           | 30           | 52           | .366         | 5º en la División Atlántico |          |          |             |           |
| New Jersey | 1995-96 | 82           | 30           | 52           | .366         | 6º en la División Atlántico |          |          |             |           |
| Total      | Total   | 164          | 60           | 104          | .366         | -                           |          |          |             | -         |

## Estadísticas de su carrera en la NBA

### Temporada regular
| Temporada | Edad | Equipo                | Liga | P   | TIT | MIN  | TC  | TCA  | %TC  | 3P | 3PA | %3P | TL  | TLA | %TL  | R.OF. | R.DEF. | REB | ASIS | ROB | TAP | PER | FP  | PTS  |
| 1969-70   | 22   | Atlanta Hawks         | NBA  | 72  |     | 13.1 | 2.5 | 5.4  | .467 |    |     |     | 1.9 | 2.3 | .828 |       |        | 1.9 | 1.7  |     |     |     | 1.7 | 7.0  |
| 1971-72   | 24   | Cleveland Cavaliers   | NBA  | 68  |     | 35.8 | 5.8 | 12.5 | .464 |    |     |     | 3.8 | 5.0 | .760 |       |        | 4.1 | 6.7  |     |     |     | 3.1 | 15.4 |
| 1972-73   | 25   | Seattle SuperSonics   | NBA  | 73  |     | 19.2 | 2.6 | 6.0  | .439 |    |     |     | 1.4 | 1.9 | .714 |       |        | 2.4 | 3.4  |     |     |     | 1.9 | 6.6  |
| 1973-74   | 26   | Golden State Warriors | NBA  | 79  |     | 27.0 | 4.0 | 7.8  | .512 |    |     |     | 2.2 | 3.0 | .739 | 1.7   | 3.2    | 4.9 | 3.8  | 1.3 | 0.1 |     | 3.1 | 10.2 |
| 1974-75   | 27   | Golden State Warriors | NBA  | 82  |     | 30.7 | 5.0 | 9.4  | .528 |    |     |     | 2.8 | 3.4 | .832 | 1.4   | 2.4    | 3.9 | 4.2  | 1.6 | 0.1 |     | 3.6 | 12.8 |
| 1975-76   | 28   | TOTAL                 | NBA  | 75  |     | 22.7 | 3.0 | 6.6  | .460 |    |     |     | 1.9 | 2.6 | .750 | 1.4   | 2.8    | 4.1 | 2.9  | 1.1 | 0.1 |     | 2.9 | 8.0  |
| 1975-76   | 28   | Cleveland Cavaliers   | NBA  | 15  |     | 17.0 | 2.3 | 6.0  | .389 |    |     |     | 1.8 | 2.5 | .730 | 0.9   | 1.9    | 2.9 | 3.0  | 0.7 | 0.1 |     | 2.4 | 6.5  |
| 1975-76   | 28   | New York Knicks       | NBA  | 60  |     | 24.2 | 3.2 | 6.8  | .475 |    |     |     | 2.0 | 2.6 | .755 | 1.5   | 3.0    | 4.5 | 2.9  | 1.2 | 0.1 |     | 3.0 | 8.4  |
| 1976-77   | 29   | New York Knicks       | NBA  | 70  |     | 15.5 | 2.1 | 4.2  | .505 |    |     |     | 1.1 | 1.6 | .688 | 0.7   | 1.6    | 2.3 | 2.1  | 0.8 | 0.1 |     | 2.0 | 5.3  |
| 1977-78   | 30   | New York Knicks       | NBA  | 79  |     | 25.1 | 3.9 | 7.8  | .502 |    |     |     | 1.6 | 2.0 | .806 | 1.0   | 2.4    | 3.3 | 4.3  | 1.5 | 0.0 | 1.9 | 2.5 | 9.4  |
| 1978-79   | 31   | New York Knicks       | NBA  | 7   |     | 12.1 | 1.6 | 3.7  | .423 |    |     |     | 0.0 | 0.0 |      | 0.1   | 1.3    | 1.4 | 2.7  | 1.0 | 0.0 | 1.4 | 1.9 | 3.1  |
| Total     |      |                       | NBA  | 605 |     | 23.6 | 3.6 | 7.4  | .487 |    |     |     | 2.1 | 2.7 | .771 | 1.2   | 2.5    | 3.4 | 3.6  | 1.3 | 0.1 | 1.9 | 2.6 | 9.3  |

### Playoffs
| Temporada | Edad | Equipo                | Liga | P  | MIN | TCA | TC  | 3PA | 3P | TLA | TL | R.OF. | REB | ASIS | ROB | TAP | PER | FP  | PTS | %TC  | %3P | %FT  | MIN  | PTS | REB | AST |
| 1969-70   | 22   | Atlanta Hawks         | NBA  | 9  | 146 | 31  | 65  |     |    | 19  | 26 |       | 26  | 8    |     |     |     | 19  | 81  | .477 |     | .731 | 16.2 | 9.0 | 2.9 | 0.9 |
| 1974-75   | 27   | Golden State Warriors | NBA  | 17 | 448 | 60  | 146 |     |    | 34  | 53 | 23    | 72  | 53   | 24  | 2   |     | 64  | 154 | .411 |     | .642 | 26.4 | 9.1 | 4.2 | 3.1 |
| 1977-78   | 30   | New York Knicks       | NBA  | 6  | 160 | 24  | 48  |     |    | 6   | 10 | 7     | 21  | 27   | 10  | 2   | 11  | 22  | 54  | .500 |     | .600 | 26.7 | 9.0 | 3.5 | 4.5 |
| Total     |      |                       | NBA  | 32 | 754 | 115 | 259 |     |    | 59  | 89 | 30    | 119 | 88   | 34  | 4   | 11  | 105 | 289 | .444 |     | .663 | 23.6 | 9.0 | 3.7 | 2.8 |